# Фарнабаз
Фарнабаз  — сын Фарнака II, сатрап Геллеспонтской Фригии в царствование Дария II и Артаксеркса II.

## Биография
В 412 году до н. э. Фарнабаз вступил в переговоры с лакедемонянами, чтобы склонить их на сторону персов и с их помощью занять союзные с Афинами города на Геллеспонте. Вследствие вмешательства Тиссаферна союз этот не состоялся, но спартанцы, воспользовавшись соперничеством обоих сатрапов, извлекли выгоду из деятельного участия Фарнабаза в удалении Алкивиада.
В 398 году до н. э. Деркилид, спартанский полководец, вторгнулся в Эолиду и занял 9 городов. В 397 году до н. э. Фарнабаз соединился с Тиссаферном: полки их встретились с Деркилидом в равнине Меандра, но Тиссаферн в решительную минуту, против желания Фарнабаза, заключил с лакедемонянами перемирие. Фарнабаз отправился с жалобой к Артаксерксу и просил о большей энергии в ведении военных действий, в особенности о сооружении флота, командование которым он советовал поручить Конону. Узнав это, спартанцы (396 год до н. э.) послали в Азию войска под предводительством царя Агесилая II. Агесилай, разбив Тиссаферна, вторгся в провинцию Фарнабаза и заставил его начать переговоры о мире. Успех Конона дал военным действиям другой оборот. В 394 году до н. э. он выиграл сражение при Книде; Агесилай принуждён был вернуться в Европу. Все греческие города в Азии и на Геллеспонте, кроме Сеста и Абидоса, где держался Деркилид, перешли на сторону персов. Фарнабаз этим не удовольствовался: в 393 году до н. э. он переехал в Грецию, занял Милос и Киферу, опустошил Лаконику, посетил Коринф, чтобы переговорить с союзниками о продолжении войны, и вернулся в Азию, оставив большие денежные средства для восстановления афинских стен. Артаксеркс II вскоре призвал его ко двору и женил его на одной из своих дочерей.
В 380—375 годах до н. э. Фарнабаз был сатрапом в Тарсусе (Киликия) и предводителем персидской армии. Вместе с Ификратом в 373 году до н. э. попытался повторно захватить Египет, два раза участвуя в войне персов с египтянами. Однако воспользовавшись их взаимным недоверием, фараон Нектанеб I смог собрать свои войска и дать отпор вторжению.